# استفان پانیچ
استفان پانیچ (سیریلیک صربی: Стефан Панић؛ زادهٔ ۲۰ سپتامبر ۱۹۹۲) بازیکن فوتبال اهل صربستان است.
از باشگاه‌هایی که در آن بازی کرده‌است می‌توان به باشگاه ورزشی ناسیونال اشاره کرد.
وی همچنین در تیم ملی فوتبال صربستان بازی کرده‌است.